# Auditorium national de musique de Madrid

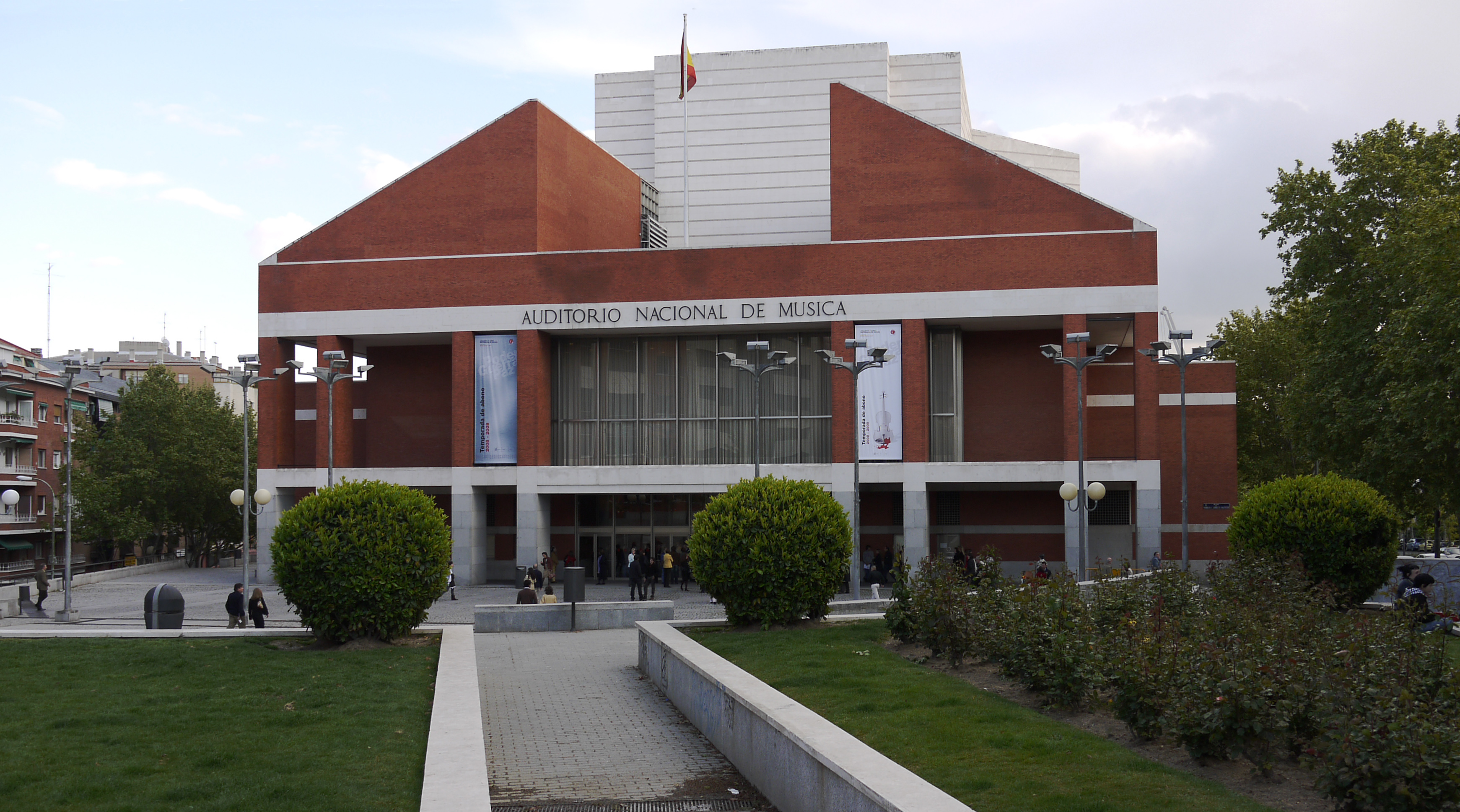
Entrée nord de l'Auditorio Nacional de Música

L'Auditorium national de musique de Madrid (en espagnol Auditorio Nacional de Música) est un complexe de salles de concert situé à Madrid, en Espagne, et la principale salle de concert de la région métropolitaine de Madrid. Il comprend deux salles de concert principales : une salle symphonique et une salle de musique de chambre.

## Artistes résidents
L'orchestre résident de l'Auditorio Nacional est l'Orchestre national d'Espagne, bien qu'il soit également le principal lieu de concerts symphoniques de l'Orchestre symphonique de Madrid et de l'Orchestre de la Communauté de Madrid.
L'Auditorium national de musique de Madrid est le lieu principal des orchestres invités se produisant à Madrid.

## Installations

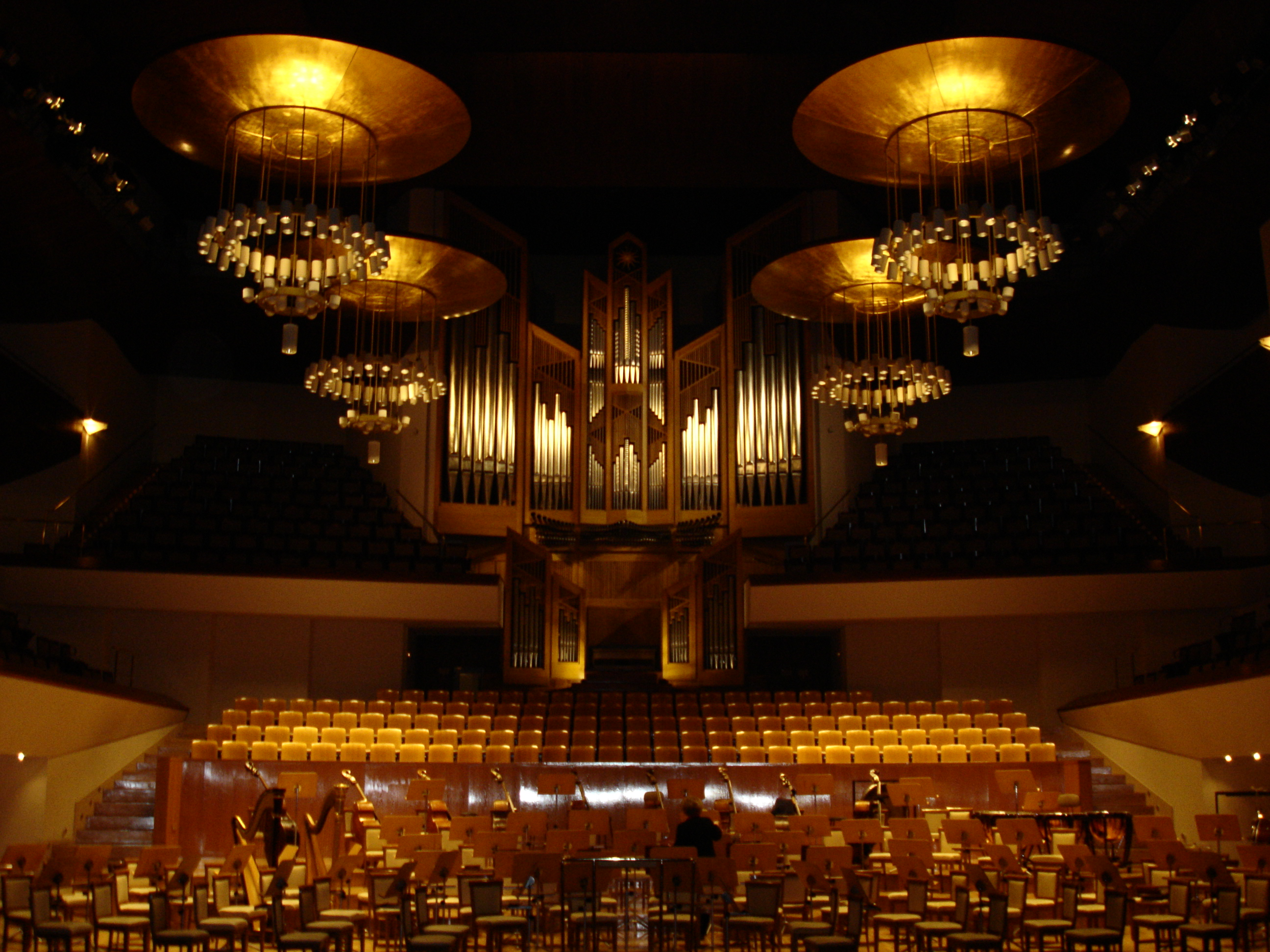
Intérieur de la salle de concert principale de l'Auditorio Nacional de Música

La salle de concert principale de l'Auditorium est la Sala Sinfónica (salle symphonique) qui peut accueillir 2 324 personnes. Les sièges de la salle principale sont situés autour de la scène de concert, suivant la tradition des salles de concert européennes modernes, dans la "configuration vignoble". La salle abrite également un grand orgue à tuyaux,.
La plus petite salle est la Sala de Cámara (salle des chambres). Cette salle compte 692 places.
L'Auditorium a également une petite Sala General del Coro (salle de chœur général), avec 208 sièges, et plusieurs salles de répétition et de pratique.

## Histoire
Avant la construction de l'Auditorio, Madrid n'avait pas de salle de concert moderne et appropriée, et des concerts symphoniques avaient généralement lieu au Théâtre royal de Madrid et dans d'autres théâtres de Madrid.
Le bâtiment a été conçu par l'architecte José María García de Paredes et construit dans le cadre du Programa Nacional de Auditorios (programme des auditoriums nationaux).
L'Auditorio Nacional a été inauguré le 21 octobre 1988.